# Xanthoparmelia norlobaronica
Xanthoparmelia norlobaronica är en lavart som beskrevs av Hale. Xanthoparmelia norlobaronica ingår i släktet Xanthoparmelia och familjen Parmeliaceae.   Inga underarter finns listade i Catalogue of Life.